# Москва сузама не верује
Москва сузама не верује (рус. Москва слезам не верит) je совјетска романтична комедија из 1979. године. Филм је добио Оскара за најбољи страни филм 1980. године, а са 93 милиона гледалаца у биоскопима био је најгледанији совјетски филм свих времена. Године 2021. изабран је за најпопуларнији совијетски филм код модерне руске публике.

## Радња
Крајем 1950-их, Катја (Алентова), Тоња (Рјазанова) и Људмила (Муравјева), три пријатељице из руске провинције, селе се у Москву на школовање и истражују њена многа обећања и искушења. Годинама касније, након болних приватних разочарања, све три су се друштвено и професионално скрасиле, али на различитим позицијама. Катја је постала главни руководилац у фабрици и живи са својом ћерком, коју је одгајала сама. Она сусреће Гошу (Баталов), радника који јој пружа преко потребну љубав и бригу, али и инсистира на патријархалним принципима. Када он сазна за Катјин високи положај (који је она намерно сакрила од њега), привремено се повлачи из везе, али се после осам дана, уз помоћ њених пријатеља, ипак помири са њом.